# 1. deild 1986 (Islanda)
La 1. deild 1986 fu la 75ª edizione della massima serie del campionato di calcio islandese disputata tra il 17 maggio e il 13 settembre 1986 e conclusa con la vittoria del Fram, al suo sedicesimo titolo.
Capocannoniere del torneo fu Guðmunður Torfason (Fram) con 19 reti.

## Formula
Come nella stagione precedente le squadre partecipanti furono dieci e si incontrarono in un turno di andata e ritorno per un totale di diciotto partite.
Le ultime due classificate retrocedettero in 2. deild karla.
Le squadre qualificate alle coppe europee furono tre: i campioni alla Coppa dei Campioni 1987-1988, la seconda alla Coppa UEFA 1987-1988 e il vincitore della coppa nazionale alla Coppa delle Coppe 1987-1988.

## Squadre partecipanti
| Club       | Città          | Stadio | Posizione 1985     |
| ---------- | -------------- | ------ | ------------------ |
| Fram       | Reykjavík      |        | 4°                 |
| Keflavík   | Keflavík       |        | 5°                 |
| Valur      | Reykjavík      |        | Campione d'Islanda |
| KR         | Reykjavík      |        | 6°                 |
| FH         | Hafnarfjörður  |        | 7°                 |
| Þór        | Akureyri       |        | 3°                 |
| ÍA         | Akranes        |        | 2°                 |
| Breiðablik | Kópavogur      |        | 2. deild           |
| Víðir      | Garður         |        | 8°                 |
| ÍBV        | Vestmannaeyjar |        | 2. deild           |

## Classifica finale
|                    | Pos. | Squadra    | Pt | G  | V  | N | P  | GF | GS | DR  |
| ------------------ | ---- | ---------- | -- | -- | -- | - | -- | -- | -- | --- |
| Islanda (bandiera) | 1.   | Fram       | 38 | 18 | 11 | 5 | 2  | 39 | 13 | +26 |
|                    | 2.   | Valur      | 38 | 18 | 12 | 2 | 4  | 31 | 11 | +20 |
|                    | 3.   | ÍA         | 30 | 18 | 9  | 3 | 6  | 33 | 22 | +11 |
|                    | 4.   | KR         | 29 | 18 | 7  | 8 | 3  | 21 | 10 | +11 |
|                    | 5.   | Keflavík   | 28 | 18 | 9  | 1 | 8  | 25 | 27 | -2  |
|                    | 6.   | Þór        | 22 | 18 | 6  | 4 | 8  | 21 | 31 | -10 |
|                    | 7.   | Víðir      | 19 | 18 | 5  | 4 | 9  | 21 | 25 | -4  |
|                    | 8.   | FH         | 19 | 18 | 5  | 4 | 9  | 24 | 36 | -12 |
|                    | 9.   | Breiðablik | 16 | 18 | 4  | 4 | 10 | 18 | 35 | -17 |
|                    | 10.  | ÍBV        | 12 | 18 | 3  | 3 | 12 | 20 | 43 | -23 |

Legenda:
      Campione d'Islanda e ammesso alla Coppa dei Campioni
      Ammesso alla Coppa delle Coppe
      Ammesso alla Coppa UEFA
      Retrocesso in 2. deild karla
Note:
Due punti a vittoria, uno a pareggio, zero a sconfitta.

### Verdetti
- Fram Campione d'Islanda 1986 e qualificato alla Coppa dei Campioni
- Valur qualificato alla Coppa UEFA
- ÍA qualificato alla Coppa delle Coppe
- Breiðablik e ÍBV retrocesse in 2. deild karla.